# Зільс-ім-Енгадін/Сель
Зільс-ім-Енгадін/Сель (нім. Sils im Engadin/Segl) — громада  в Швейцарії в кантоні Граубюнден, регіон Малоя.

## Географія
Громада розташована на відстані близько 190 км на схід від Берна, 50 км на південь від Кура.
Зільс-ім-Енгадін/Сель має площу 63,6 км², з яких на 1,2% дозволяється будівництво (житлове та будівництво доріг), 25,9% використовуються в сільськогосподарських цілях, 11,1% зайнято лісами, 61,7% не є продуктивними (річки, льодовики або гори).

## Демографія
2019 року в громаді мешкало 702 особи (-6,6% порівняно з 2010 роком), іноземців було 32,5%. Густота населення становила 11 осіб/км².
За віковим діапазоном населення розподілялося таким чином: 17,8% — особи молодші 20 років, 61,4% — особи у віці 20—64 років, 20,8% — особи у віці 65 років та старші. Було 357 помешкань (у середньому 1,9 особи в помешканні).
Із загальної кількості 949 працюючих 26 було зайнятих в первинному секторі, 131 — в обробній промисловості, 792 — в галузі послуг.